# Angolabusktörnskata
Angolabusktörnskata (Laniarius brauni) är en starkt utrotningshotad fågel i familjen busktörnskator inom ordningen tättingar. Fågeln är endemisk för Angola.

## Utseende och läten
Angolabusktörnskatan är en 20 cm lång, orange och svart törnskatsliknande fågel. Den roströda hjässan och lysande orangeröda undersidan är diagnostisk. Ovansidan är svart med en vit fläck på vingen. Lätena är mycket lika brunkronad busktörnskata, gutturala "waaark" eller "whook".

## Utbredning och systematik
Fågeln förekommer i nordvästra Angola (provinsen Cuanza Norte). Vissa behandlar den som underart till brunkronad busktörnskata (Laniarius luehderi').

## Status
IUCN kategoriserar arten som starkt hotad. Arten har ett mycket litet utbredningsområde. Dess levnadsmiljö tros också minska i kvalitet och omfång. Världspopulationen uppskattas till mellan 2 100 och 4 700 vuxna individer.

## Namn
Fågelns vetenskapliga artnamn hedrar Rudolf H. Braun (född 1908), en tysk som samlade in typexemplaret.